# A Light in the Sky
A Light in the Sky è il secondo album del tastierista Don Airey.

## Tracce
1. Big Bang – 5:01 (Don Airey)
2. Ripples in the Fabric of Time – 6:36
3. Shooting Star – 3:41 (Don Airey)
4. Space Troll Patrol – 4:36 (Don Airey, Carl Sentance)
5. Endless Night – 3:10 (Don Airey, Carl Sentance)
6. Rocket To the Moon – 4:52 (Don Airey, Chris Thompson)
7. Summit Fever – 6:36 (Don Airey)
8. Lift Off – 3:41 (Don Airey)
9. Cartweel – 4:36 (Don Airey)
10. Into Orbit – 3:10 (Don Airey)
11. A Light In The Sky – 4:52 (Don Airey)

## Formazione
- Carl Sentance, voce, chitarra
- Rob Harris, chitarra
- Don Airey, tastiera
- Laurence Cottle, basso
- Harry James, batteria